# Aespa
Aespa (/ˈɛsˌpɑː/ ES-pah; tiếng Hàn Quốc: 에스파; Cách điệu là æspa hoặc aespa) là một nhóm nhạc nữ Hàn Quốc được SM Entertainment thành lập và quản lý vào năm 2020, bao gồm bốn thành viên Karina, Giselle, Winter và Ningning. Nhóm ra mắt vào ngày 17 tháng 11 năm 2020 với đĩa đơn đầu tay "Black Mamba".

## Tên gọi
Tên của nhóm là sự kết hợp giữa 'æ' lấy từ "'Avatar X Experience' & 'Aspect' (khía cạnh)". Ý nghĩa ẩn sau của nó nghĩa là nhiều hoạt động sáng tạo đa dạng theo chủ đề "Trải nghiệm một thế giới mới thông qua cuộc gặp gỡ với 'avatar', con người khác của bạn".

## Lịch sử hoạt động

### 2016–2019: Hoạt động trước khi ra mắt
Ningning là thành viên của SM Rookies và được giới thiệu với công chúng vào ngày 19 tháng 9 năm 2016. Là một phần của nhóm trước khi ra mắt, cô đã xuất hiện trong phân đoạn "Rookies Princess: Who's the Best?" của chương trình My SMT vào năm 2016 cũng như đã thu âm một số bài hát cover cho chương trình hoạt hình "Shining Star" vào năm 2017.
Karina xuất hiện trong bài hát "WANT" của tiền bối cùng công ty Taemin vào tháng 2 năm 2019 và biểu diễn cùng anh trên một số chương trình âm nhạc trong những tuần sau đó.

### 2020–2021: Ra mắt, các đĩa đơn đầu tiên và Savage

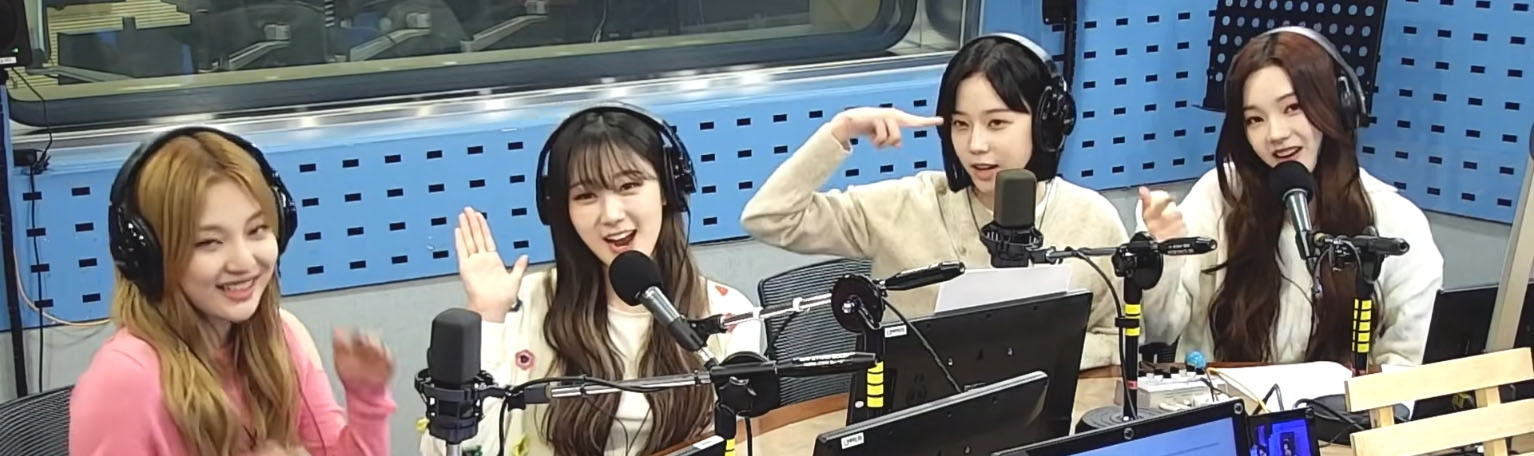
aespa trên SBS Radio vào năm 2021

Ngày 25 tháng 10 năm 2020, SM Entertainment công bố sẽ ra mắt nhóm nhạc nữ mới với tên gọi aespa, dự án đầu tiên của Vũ trụ Văn hóa SM (SM Culture Universe), đây là lần đầu tiên 1 nhóm nhạc nữ mới ra đời sau 6 năm kể từ khi Red Velvet ra mắt vào năm 2014 và là nhóm nhạc thần tượng tổng thể đầu tiên kể từ NCT vào năm 2016. Tên nhóm là sự kết hợp của các từ tiếng Anh "avatar" (hóa thân), "experience" (trải nghiệm) và "aspect" (khía cạnh), với ý nghĩa "hóa thân thành một khía cạnh khác để trải nghiệm thế giới mới". Từ ngày 27 đến ngày 30 tháng 10, các thành viên của nhóm – Winter, Karina, Ningning, Giselle  – lần lượt được giới thiệu. Ngày 17 tháng 11, aespa ra mắt công chúng vào với đĩa đơn đầu tay "Black Mamba". Nhóm biểu diễn bài hát lần đầu tiên trên chương trình âm nhạc hàng tuần Music Bank của đài KBS vào ngày 20 tháng 11. "Black Mamba" đã dẫn đầu bảng xếp hạng video âm nhạc K-pop của dịch vụ phát nhạc trực tuyến hàng đầu Trung Quốc QQ Music trong 3 tuần liền. Sau 2 tháng kể từ khi ra mắt, nhóm đã có chiến thắng đầu tiên trên chương trình âm nhạc hàng tuần Inkigayo của đài SBS với "Black Mamba". Bài hát cũng giúp nhóm đạt 2 giải thưởng: Nghệ sỹ nước ngoài xuất sắc nhất tại Asian Pop Music Awards và Tân binh của năm (nhạc số) tại Gaon Chart Music Awards.
Ngày 5 tháng 2 năm 2021, aespa phát hành đĩa đơn thứ 2 "Forever", một bản làm lại (remake) bài hát cùng tên của Yoo Young-jin được phát hành trong album Winter Vacation in SMTOWN vào năm 2000. "Forever" là một bản ballad có ca từ ấm áp. Sản phẩm hứa hẹn sẽ cho khán giả thấy một khía cạnh hoàn toàn khác của aespa so với ca khúc đầu tay có giai điệu dance mạnh mẽ "Black Mamba".
Ngày 17 tháng 5, aespa phát hành đĩa đơn thứ ba "Next Level". Về phần âm nhạc, "Next Level" là phiên bản làm lại từ bài hát nhạc phim cùng tên của bộ phim Fast & Furious: Hobbs & Shaw. Tuy nhiên, phiên bản của aespa vẫn mang màu sắc hoàn toàn mới lạ. Đây là 1 ca khúc hip hop dance nổi bật với phần rap và phần bass tràn đầy năng lượng. Bên cạnh đó, lời bài hát kể một câu chuyện thú vị về thế giới quan, nơi mà hành trình đi đến Kwangya để tìm kiếm Black Mamba - một sự tồn tại đã cản trở sự kết nối của aespa và khiến thế giới trở nên hỗn loạn. Vào ngày 22 tháng 7 năm 2021, aespa ký hợp đồng với Creative Artists Agency (CAA), một trong những công ty truyền thông giải trí lớn nhất nước Mỹ. Dựa trên mạng lưới toàn cầu của CAA, aespa có kế hoạch hoạt động tích cực hơn trên thị trường âm nhạc quốc tế, đặc biệt là ở Mỹ. Phiên bản remix của "Next Level" đã được phát hành vào ngày 14 tháng 9 thông qua dự án âm nhạc "iScreaM" của nhãn đĩa EDM trực thuộc SM ScreaM Records.

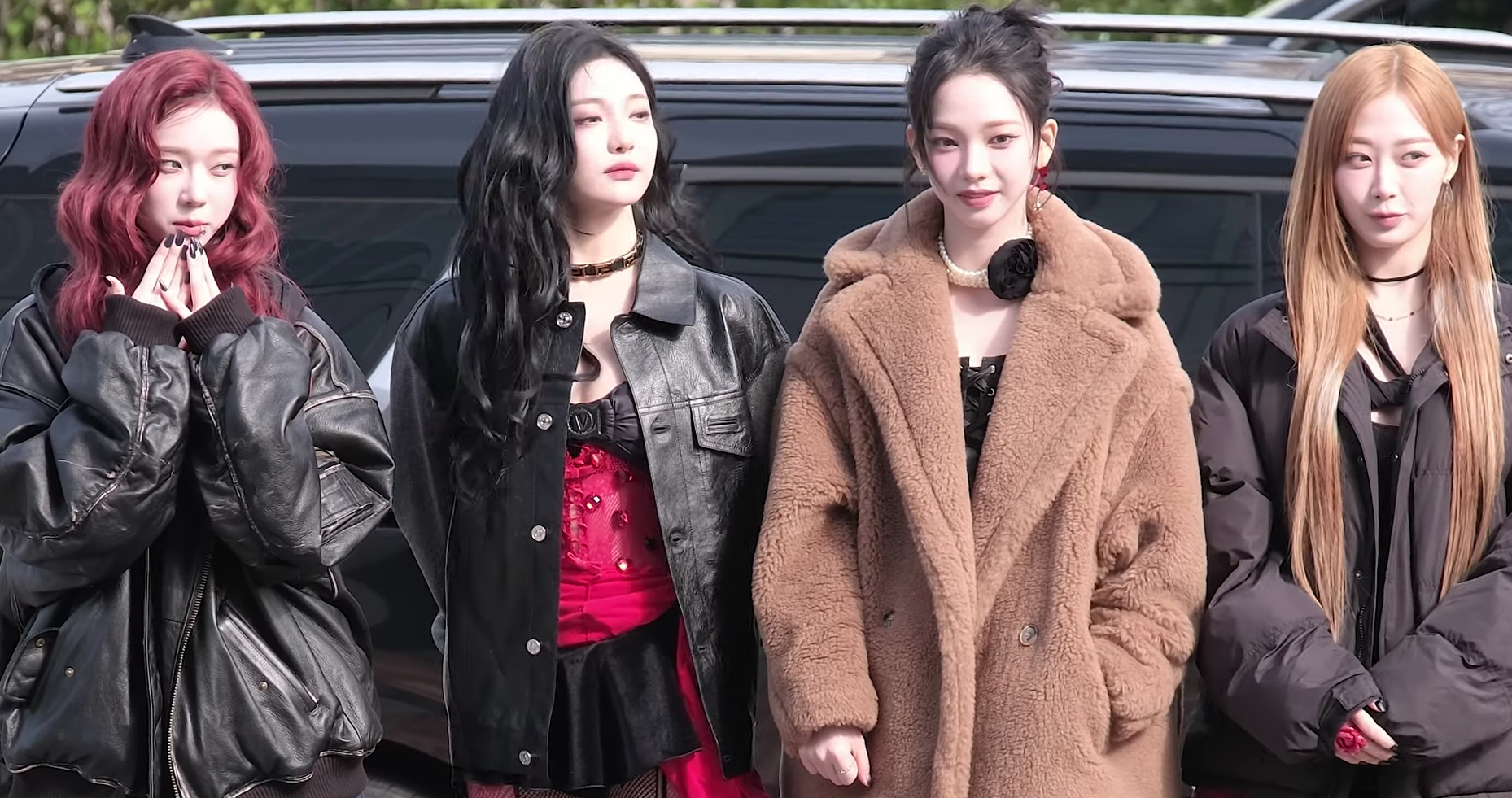
aespa fan meeting ngày 11 tháng 11 năm 2023

Ngày 5 tháng 10, aespa phát hành đĩa mở rộng đầu tay Savage. Đĩa gồm 6 bài hát, bao gồm cả đĩa đơn chính cùng tên. Savage là album đầu tiên và album đạt thứ hạng cao nhất của nhóm trên bảng xếp hạng Billboard 200 của Mỹ tại vị trí thứ 20, cũng như album đạt vị trí cao nhất trên bảng xếp hạng Gaon Album Chart của nhóm ở vị trí thứ nhất. Chỉ sau 15 ngày phát hành, EP đầu tay của nhóm đã tẩu tán được 513,292 bản, một thành tích đáng nể đối với một nhóm nhạc nữ mới ra mắt chưa đầy 1 năm. aespa đã tham gia biểu diễn tại Macy's Thanksgiving Day Parade - lễ hội mừng ngày Lễ Tạ ơn lớn nhất của nước Mỹ, trở thành nhóm nhạc nữ Hàn Quốc đầu tiên trong lịch sử góp mặt tại sự kiện này.
Vào ngày 4 tháng 11, SM Entertainment thông báo aespa sẽ phát hành phiên bản làm lại (remake) của "Dreams Come True" dựa trên bản gốc của nhóm nhạc S.E.S. kết hợp với sự chỉ đạo sản xuất của giám đốc điều hành BoA vào ngày 20 tháng 12. Bài hát được chọn làm 1 trong 2 ca khúc chủ đề cho album mùa đông của đại gia đình SM 2021 Winter SMTOWN: SMCU Express, ra mắt vào ngày 27 tháng 12 cùng năm. Ngày 2 tháng 12, aespa giành giải thưởng cao quý đầu tiên trong sự nghiệp với Daesang (Stage of the Year) tại Asia Artist Awards. 2 ngày sau, nhóm tiếp tục giành được Daesang (Record of the Year) tại MelOn Music Awards.
Ngày 26 tháng 12, 2 thành viên Karina và Winter trở thành thành viên của nhóm nhạc dự án Got the Beat. Sân khấu đặc biệt của bài hát ra mắt "Step Back" được lộ diện trong concert ''SMTOWN Live 2022: SMCU Express @ KWANGYA'' vào ngày 1 tháng 1 năm 2022. Bài hát sau đó đã được phát hành trên các trang nhạc số vào ngày 3 tháng 1.

### 2022: Màn trình diễn tại Coachella vàGirls
Ngày 8 tháng 1 năm 2022, aespa giành được giải thưởng Nghệ sỹ xuất sắc nhất tại lễ trao giải Golden Disc Awards lần thứ 36. Vào ngày 1 tháng 3, "Next Level" đã giúp nhóm giành được giải thưởng Bài hát của năm tại Korean Music Awards. Vào ngày 19 tháng 4, aespa thông báo rằng nhóm sẽ biểu diễn vào tuần thứ 2 của lễ hội hàng năm Coachella vào ngày 23 tháng 4 với các màn trình diễn "Savage", "Next Level", "Black Mamba" và phiên bản tiếng Anh của bài hát mới chưa phát hành có tựa đề "Life's Too Short", nằm trong album sắp tới của nhóm. Ngày 22 tháng 5, bản OST "Once Again" với sự góp giọng của 2 thành viên Winter và Ningning cho bộ phim Our Blues đã được phát hành trên các nền tảng âm nhạc trực tuyến. Vào ngày 27 tháng 5, aespa vinh dự được lựa chọn vào danh sách "Những gương mặt xuất sắc dưới tuổi 30" (30 Under 30 Asia) của Forbes.

Aespa trong MV Life's Too Short

Vào ngày 1 tháng 6 năm 2022, SM Entertainment thông báo rằng họ đã ký kết hợp tác toàn cầu với Warner Records. Họ cũng thông báo rằng aespa sẽ phát hành đĩa đơn mở rộng thứ 2 Girls vào ngày 8 tháng 7. Album bao gồm 9 bài hát, trong đó có bài hát chủ đề cùng tên và 3 bài hát đã được phát hành trước đó là "Black Mamba", "Forever" và "Dreams Come True". 2 bài hát khác trong Girls, "Illusion" và "Life's Too Short" sẽ được phát hành trước lần lượt vào ngày 1 và 24 tháng 6. Trước khi phát hành, album đã ghi nhận 1,610,000 đơn đặt hàng trước, xác lập kỷ lục mới đối với một nhóm nhạc nữ K-Pop vào thời điểm đó. Girls tiếp tục ra mắt tại vị trí số 1 trên Circle Album Chart với 1,426,487 bản, giúp nhóm đạt được chứng nhận Triệu bản (Million) từ Hiệp hội âm nhạc Hàn Quốc (KMCA). Trên bảng xếp hạng Billboard 200, Girls ra mắt ở vị trí thứ 3 với 56,000 đơn vị, trở thành album bán chạy nhất trong tuần.
SM Entertainment thông báo rằng aespa sẽ có buổi lưu diễn đầu tiên ở Nhật Bản mang tên "aespa Japan Premium Showcase 2022 ~SYNK~" vào ngày 6, 7 tháng 8 tại Pia Arena MM, Yokohama. Vào ngày 7 tháng 6, nhóm đã công bố buổi lưu diễn thứ hai, cũng là buổi biểu diễn đầu tiên tại Hoa Kỳ, mang tên "aespa Showcase SYNK in LA!" diễn ra vào ngày 26 tháng 6 tại YouTube Theatre. Vào ngày 14 tháng 6, một buổi biểu diễn bổ sung đã được công bố vào ngày 27 tháng 6, sau khi vé của ngày đầu tiên đã được bán hết. Nhóm cũng được lựa chọn là nghệ sĩ tháng 6 bởi Apple Music cho phần "Up Next".
Vào ngày 5 tháng 7, aespa đã có bài phát biểu và biểu diễn tại Diễn đàn chính trị cấp cao của Liên Hợp Quốc về phát triển bền vững. 3 ngày sau, nhóm biểu diễn tại Good Morning America's Summer Concert Series ở Central Park, trong đó có màn trình diễn đầu tiên của ca khúc mới "Girls". Vào ngày 23 tháng 10, aespa đã có một buổi biểu diễn ảo cho Crocs để kỷ niệm 20 năm thành lập trò chơi điện tử Roblox. Ngày 14 tháng 12, nhóm đã phát hành đĩa đơn "Beautiful Christmas" hợp tác cùng Red Velvet nằm trong album mùa đông của SM 2022 Winter SMTOWN: SMCU Palace.

### 2023: Chuyến lưu diễn đầu tiên, "Hold On Tight", ra mắt albumMy WorldvàDrama
Vào ngày 18 tháng 1 năm 2023, aespa được công bố là nghệ sĩ biểu diễn tại lễ hội âm nhạc thường niên Governors Ball ở thành phố New York, trở thành nhóm nhạc K-pop đầu tiên tham gia lễ hội này. Vào ngày 25 và 26 tháng 2, nhóm tổ chức buổi hòa nhạc đầu tiên "SYNK: HYPER LINE" diễn ra tại Nhà thi đấu Jamsil ở Seoul, Hàn Quốc. Ngày 7 tháng 3, aespa góp mặt trong đội hình chính thức của lễ hội âm nhạc quốc tế Outside Lands diễn ra tại San Francisco, Hoa Kỳ, trở thành nhóm nhạc K-pop đầu tiên làm được điều này. Từ tháng 3 đến tháng 4, nhóm tiếp tục chuyến lưu diễn "SYNK: HYPER LINE" của mình tại Nhật Bản, thu hút tổng cộng 110.000 khán giả xuyên suốt 10 buổi biểu diễn tại các thành phố Osaka, Tokyo, Saitama và Aichi. Trong show diễn tại Nhà thi đấu Quốc gia Yoyogi ở Tokyo, aespa thông báo rằng nhóm sẽ tổ chức 2 đêm biểu diễn tại sân vận động Tokyo Dome nổi tiếng của Nhật Bản, trở thành nghệ sĩ ngoại quốc tổ chức concert tại đây nhanh nhất trong lịch sử sau khi ra mắt.
Ngày 26 tháng 3, SM Entertainment thông báo aespa sẽ phát hành đĩa đơn mới có tựa đề "Hold On Tight", một ca khúc pop điện tử kết hợp với nhịp điệu tràn đầy năng lượng cho bộ phim Tetris của Apple. Bài hát chính thức có mặt trên toàn cầu vào ngày 31 tháng 3.
Vào ngày 27 tháng 4, aespa thông báo sẽ tham dự Liên hoan phim Cannes 2023 với tư cách là Đại sứ toàn cầu cho thương hiệu Chopard. Ngày 8 tháng 5, nhóm phát hành đĩa đơn mở rộng thứ 3 MY WORLD, với bài hát "Welcome to MY World" đã được phát hành trước vào ngày 2 tháng 5 và đĩa đơn chính "Spicy" được phát hành cùng với EP. MY WORLD ra mắt ở vị trí số 1 trên Circle Album Chart với 1,420,178 bản bán ra. 2 tuần sau khi phát hành, album đạt doanh số 2,011,388 bản, giúp aespa trở thành nhóm nhạc nữ thế hệ thứ 4 đầu tiên và là nhóm nhạc nữ K-Pop thứ hai đạt được cột mốc này. Vào ngày 10 tháng 5, SM Entertainment thông báo rằng nhóm sẽ tiếp tục chuyến lưu diễn "SYNK: HYPER LINE" với một buổi biểu diễn tại Jakarta, Indonesia vào ngày 24 tháng 6. Ngày 19 tháng 5, 14 buổi biểu diễn trải dài từ Bắc Mỹ qua Nam Mỹ và Châu Âu đã được bổ sung.
Ngày 8 tháng 6, aespa ném bóng mở màn cho đội bóng chày New York Yankees trong trận đấu với Chicago White Sox tại sân vận động Yankee. Ngày 18 tháng 8, aespa  phát hành đĩa đơn tiếng Anh "Better Things". Better Things là một ca khúc thuộc thể loại uptempo dance có tiết tấu nhanh, tối giản, giai điệu vui tươi dễ nhớ và có khả năng "gây mê" cao. Lời bài hát cổ vũ người nghe tập trung vào những điều tốt đẹp trong cuộc sống và đừng lãng phí thời gian cho những người không xứng đáng.
Ngày 10 tháng 11, aespa tiếp tục cho ra mắt mini-album thứ tư mang tên Drama, với ca khúc chủ đề cùng tên. Ca khúc chủ đề "Drama" thuộc thể loại Hip-hop Dance thể hiện thái độ đầy tự tin rằng tất cả mọi câu chuyện đều bắt nguồn từ chính bản thân mỗi người, kết hợp với giai điệu bắt tai, lời rap đầy cá tính cùng những nốt cao mạnh mẽ hứa hẹn sẽ làm khán giả thích thú với năng lượng bùng nổ của aespa. Ngày 16 tháng 11, Winter đã có màn hợp tác với Soyeon và Liz để trình diễn cho ca khúc "Nobody".

### 2024–nay: Chuyến lưu diễn thứ hai,ArmageddonvàWhiplash
Ngày 15 tháng 1 năm 2024, aespa cho ra mắt phiên bản làm lại của ca khúc "Regret of the Times", đĩa đơn của nhóm nhạc Seo Taiji and Boys. Đến ngày 19 tháng 2 cùng năm, nhóm sẽ bắt đầu chuyến lưu diễn thứ hai của mình mang tên Synk: Parallel Line, với đêm diễn đầu tiên dự kiến sẽ diễn ra vào các ngày 29 và 30 tháng 6 tại Seoul.
Ngày 21 tháng 4, Aespa sẽ cho ra mắt album phòng thu đầu tay trong sự nghiệp mang tên Armageddon, với ngày ra mắt album được ấn định là ngày 27 tháng 5. Album bao gồm "Supernova" – ca khúc chủ đề đầu tiên ra mắt vào ngày 13 tháng 5, và "Armageddon" – ca khúc chủ đề thứ hai cùng tên ra mắt cùng thời điểm ra mắt album. Sau khi ra mắt, "Supernova" gặt hái thành công về mặt thương mại ở Hàn Quốc và đạt được thành tích Perfect All-Kill, khi ca khúc đồng thời đạt vị trí số một trên các thành phần thời gian thực, hàng ngày và hàng tuần của iChart. Bên cạnh đó, "Supernova" còn trở thành bài hát đầu tiên của nhóm đứng đầu bảng xếp hạng Circle Digital Chart và là ca khúc hit top 10 đầu tiên của nhóm trên Billboard Global Excl. U.S. khi đạt vị trí thứ sáu.
Ngày 3 tháng 6 năm 2024, nguồn tin xác nhận rằng Aespa sẽ cho ra mắt đĩa đơn tiếng Nhật đầu tiên mang tên "Hot Mess", được phát hành vào ngày 3 tháng 7 cùng năm. Album đĩa đơn này đã đánh dấu lần đầu tiên ra mắt tại Nhật Bản của nhóm, ngoài ra trong album còn gồm có hai bài hát khác mang tên "Sun and Moon" và "Zoom Zoom", bài hát sau được phát hành trước đó vào ngày 6 tháng 10 năm 2023, là ca khúc chủ đề kết thúc của loạt phim và thương hiệu anime Beyblade X. Ngày 23 tháng 9 năm 2024, Aespa sẽ cho ra mắt mini-album thứ năm mang tên Whiplash, dự kiến phát hành vào ngày 21 tháng 10 cùng năm. Giống như những mini-album khác, album cũng có sáu ca khúc, trong đó có ca khúc chủ đề cùng tên.

## Mức độ phổ biến
- Forbes, một tạp chí kinh tế hàng đầu của Mỹ cho biết: "aespa ra mắt chưa đầy một năm nhưng đã đạt được thành công vượt xa Hàn Quốc. Album đầu tiên của nhóm bốn thành viên, lần đầu tiên xuất hiện trên bảng xếp hạng Billboard tuần này, là một chiến thắng quan trọng và to lớn ngay cả so với kỷ lục của tất cả các ca sĩ nữ ở Hàn Quốc."
- Ngoài ra, Savage cũng lọt vào vị trí thứ 20 trên bảng xếp hạng Billboard 200, trở thành một trong những album của nhóm nhạc nữ Hàn Quốc thành công nhanh nhất trong lịch sử Hoa Kỳ.
- Trước đó, với Savage, aespa đã lần đầu tiên lọt vào bảng xếp hạng chính của Billboard Hoa Kỳ Billboard 200 và Artist 100, Top Current Album Sales, Taste Maker Album, World Digital Song Sales, Billboard Global (Excl. US) và Billboard Global 20, lọt vào tổng cộng 10 bảng xếp hạng.
- Ngoài ra, aespa đã ghi nhận doanh số 510.000 bản trong vòng 15 ngày kể từ khi phát hành mini album đầu tiên Savage, trở thành 'Người bán hàng nửa triệu bản' cũng như đạt No.1 trên Bảng xếp hạng Gaon Album Chart, 8 chiến thắng trên các chương trình âm nhạc và đứng vị trí số 1 trên United World Chart.
- Vào năm 2021, aespa đã giành được 3 giải Daesang: Bài hát của năm tại Korean Music Awards, Bản thu âm của năm tại MelOn Music Awards và Sân khấu của năm tại Asia Artist Awards với thành công rực rỡ của "Next Level" và "Savage". Đồng thời, aespa được chọn cùng với Hwang Dong Hyuk, Yoon Yuh Jung, PD Choi Jung Nam, Yoo Jae Suk và BTS là 6 nhân vật có tầm nhìn trong năm 2021 của ngành giải trí trong và ngoài nước.
- aespa là nhóm nhạc thế hệ thứ 4 đầu tiên chạm tay đến vị trí No.1 bảng xếp hạng MelOn 24Hits. Với "Savage", aespa đã đạt được chứng nhận PAK (Perfect All-Kill) danh giá trên bảng xếp hạng iChart, nhóm cũng là nhóm nhạc thế hệ thứ 4 đầu tiên chạm tay đến chứng nhận này.
- Vào ngày 9 tháng 6 năm 2022, chỉ sau 7 ngày mở bán, đĩa đơn mở rộng thứ 2 Girls đã ghi nhận 1 triệu đơn đặt hàng trước. Thành tích này giúp aespa trở thành nhóm nhạc nữ thứ 2 trong lịch sử Hàn Quốc và nhóm nhạc nữ thế hệ thứ 4 đầu tiên đạt được con số 1 triệu bản pre-order. Con số này đã tăng lên 1,61 triệu trước khi album được chính thức phát hành.
- Ngày 8 tháng 5 năm 2023, ngay trước khi phát hành, đĩa đơn mở rộng thứ 3 MY WORLD cán mốc hơn 1,8 triệu đơn đặt hàng trước, qua đó phá kỷ lục của chính nhóm, đồng thời đây cũng là album có lượng pre-order cao thứ 2 trong số các nhóm nhạc nữ K-Pop.

## Thành viên
- Chú thích: In đậm là nhóm trưởng

| Nghệ danh | Nghệ danh | Nghệ danh  | Tên khai sinh | Tên khai sinh | Tên khai sinh    | Tên khai sinh | Tên khai sinh    | Ngày sinh         | Vị trí                                                             | Nhân vật AI | Biểu tượng      | Nơi sinh                                            | Quốc tịch  |
| Latinh    | Hangul    | Kana       | Latinh        | Hangul        | Kana             | Hanja         | Hán-Việt         | Ngày sinh         | Vị trí                                                             | Nhân vật AI | Biểu tượng      | Nơi sinh                                            | Quốc tịch  |
| Karina    | 카리나    | カリナ     | Yu Ji-min     | 유지민        | ユ・ジミン       | 劉知珉        | Lưu/Liễu Trí Mẫn | 11 tháng 4, 2000  | Main Dancer, Lead Rapper, Lead Vocalist, Face Of The Group, Center | ae-KARINA   | Trái tim        | Bundang-gu, Seongnam, Gyeonggi, Hàn Quốc            | Hàn Quốc   |
| Giselle   | 지젤      | ジゼル     | Uchinaga Aeri | 우치나가 애리 | うちなが えり    | 内永枝利      | Nội Vĩnh Chi Lợi | 30 tháng 10, 2000 | Main Rapper, Sub Vocalist                                          | ae-GISELLE  | Trăng lưỡi liềm | Garosu-gil, Sinsa-dong, Gangnam-gu, Seoul, Hàn Quốc | Nhật Bản   |
| Giselle   | 지젤      | ジゼル     | Kim Ae-ri     | 김애리        | キム・エリ       | 金枝利        | Kim Chi Lợi      | 30 tháng 10, 2000 | Main Rapper, Sub Vocalist                                          | ae-GISELLE  | Trăng lưỡi liềm | Garosu-gil, Sinsa-dong, Gangnam-gu, Seoul, Hàn Quốc | Nhật Bản   |
| Winter    | 윈터      | ウィンター | Kim Min-jeong | 김민정        | キム・ミンジョン | 金旼炡        | Kim Mẫn Đình     | 1 tháng 1, 2001   | Main Vocalist, Lead Dancer, Sub Rapper, Visual                     | ae-WINTER   | Ngôi sao        | Yangsan, Busan, Hàn Quốc                            | Hàn Quốc   |
| Ningning  | 닝닝      | ニンニン   | Ning Yi Zhuo  | 닝이줘        | ニン・イーチュオ | 宁艺卓        | Ninh Nghệ Trác   | 23 tháng 10, 2002 | Main Vocalist, Maknae                                              | ae-NINGNING | Bướm            | Cáp Nhĩ Tân, Hắc Long Giang, Trung Quốc             | Trung Quốc |

## Danh sách đĩa nhạc

### Album phòng thu
| Tựa đề     | Thông tin chi tiết                                                                                 | Thứ hạng cao nhất | Thứ hạng cao nhất | Doanh số                       | Chứng nhận    |
| Tựa đề     | Thông tin chi tiết                                                                                 | KOR               | JPN               | Doanh số                       | Chứng nhận    |
| ---------- | -------------------------------------------------------------------------------------------------- | ----------------- | ----------------- | ------------------------------ | ------------- |
| Armageddon | - Phát hành: 27 tháng 5 năm 2024 - Hãng đĩa: SM, Warner - Định dạng: Tải nhạc, CD, phát trực tuyến | 2                 | 4                 | - KOR: 1,386,002 - JPN: 25,230 | - KMCA: Triệu |

### Đĩa mở rộng
| Tựa đề                                                          | Thông tin chi tiết | Thứ hạng cao nhất | Thứ hạng cao nhất | Thứ hạng cao nhất | Thứ hạng cao nhất | Thứ hạng cao nhất | Thứ hạng cao nhất | Thứ hạng cao nhất | Thứ hạng cao nhất | Thứ hạng cao nhất | Thứ hạng cao nhất | Doanh số                                                               | Chứng nhận          |
| Tựa đề                                                          | Thông tin chi tiết | KOR               | AUS               | BEL               | FRA               | HUN               | JPN               | JPN Hot           | POL               | US                | US World          | Doanh số                                                               | Chứng nhận          |
| Savage                                                          | - Phát hành: 5 tháng 10 năm 2021 - Hãng đĩa: SM Entertainment - Định dạng: Tải nhạc, CD, phát trực tuyến               | 1                 | —                 | 193               | —                 | —                 | 7                 | 18                | —                 | 20                | 1                 | - KOR: 787,600 - JPN: 31,274 (Phy.) - US: 17,500                       | - KMCA: 3× Bạch kim |
| Girls                                                           | - Phát hành: 8 thàng 7 năm 2022 - Hãng đĩa: SM Entertainment, Warner - Định dạng: Tải nhạc, CD, phát trực tuyến        | 1                 | 55                | 89                | 79                | 4                 | 3                 | 2                 | 40                | 3                 | 1                 | - KOR: 1,844,376 - JPN: 65,555 (Phy.) - JPN: 1,068 (Dig.) - US: 71,000 | - KMCA: Triệu       |
| MY WORLD                                                        | - Phát hành: 8 tháng 5 năm 2023 - Hãng đĩa: SM Entertainment, Warner - Định dạng: Tải nhạc, CD, phát trực tuyến, SMC   | 1                 | —                 | —                 | —                 | —                 | 3                 | 3                 | —                 | —                 | —                 | - KOR: 2,062,523 - JPN: 49,330 (Phy.)                                  | - KMCA: 2× Triệu    |
| Drama                                                           | - Phát hành: 10 tháng 11 năm 2023 - Hãng đĩa: SM Entertainment, Warner - Định dạng: Tải nhạc, CD, phát trực tuyến, SMC | 3                 | —                 | —                 | 30                | 19                | 5                 | 5                 | 28                | 33                | 2                 | - KOR: 1,263,289 - JPN: 28,973                                         | - KMCA: Triệu       |
| Whiplash                                                        | - Phát hành: 21 tháng 10 năm 2024 - Hãng đĩa: SM Entertainment, Warner - Định dạng: Tải nhạc, CD, phát trực tuyến, SMC | 1                 | —                 | 77                | 10                | 79                | —                 | 4                 | —                 | 50                | 2                 | - WW: 1,300,000 - KOR: 1,133,467 - JPN: 34,899                         | - KMCA: Triệu       |
| "—" đề mục đĩa đơn chưa được xếp hạng hoặc chưa được phát hành. | |                   |                   |                   |                   |                   |                   |                   |                   |                   |                   |                                                                        |                     |

### Đĩa đơn
| Tiêu đề                                                                                                | Năm    | Thứ hạng cao nhất | Thứ hạng cao nhất | Thứ hạng cao nhất | Thứ hạng cao nhất | Thứ hạng cao nhất | Thứ hạng cao nhất | Thứ hạng cao nhất | Thứ hạng cao nhất | Thứ hạng cao nhất | Doanh số    | Chứng nhận       | Album                            |
| Tiêu đề                                                                                                | Năm    | KOR               | KOR               | JPN Hot           | MLY               | NZ Hot            | SGP               | VIE               | US World          | WW                | Doanh số    | Chứng nhận       | Album                            |
| Tiêu đề                                                                                                | Năm    |                   |                   | JPN Hot           | MLY               | NZ Hot            | SGP               | VIE               | US World          | WW                | Doanh số    | Chứng nhận       | Album                            |
| Circle                                                                                                 | Billb. |                   |                   |                   |                   |                   |                   |                   |                   |                   |             |                  |                                  |
| "Black Mamba"                                                                                          | 2020   | 49                | 21                | —                 | 14                | 37                | 13                | —                 | 5                 | 138               | - WW: 3,000 |                  | Đĩa đơn không nằm trong album    |
| "Forever" (약속)                                                                                       | 2021   | —                 | —                 | —                 | —                 | —                 | —                 | —                 | 11                | —                 | N/A         |                  | Đĩa đơn không nằm trong album    |
| "Next Level"                                                                                           | 2021   | 2                 | 2                 | 77                | —                 | —                 | 23                | —                 | 3                 | 65                | N/A         | - KMCA: Bạch kim | Đĩa đơn không nằm trong album    |
| "Savage"                                                                                               | 2021   | 2                 | 2                 | 60                | 14                | —                 | 14                | —                 | 13                | 39                | N/A         |                  | Savage                           |
| "Dreams Come True"                                                                                     | 2021   | 8                 | 5                 | —                 | —                 | —                 | —                 | 47                | 7                 | 197               | N/A         |                  | 2021 Winter SMTOWN: SMCU Express |
| "Illusion" (도깨비불)                                                                                  | 2022   | 14                | 4                 | —                 | —                 | —                 | —                 | 39                | —                 | —                 | N/A         |                  | Girls                            |
| "Life's Too Short" (English ver.)                                                                      | 2022   | 47                | 11                | 94                | —                 | —                 | —                 | 27                | —                 | 184               | N/A         |                  | Girls                            |
| "Girls"                                                                                                | 2022   | 8                 | 1                 | 30                | —                 | 23                | 13                | 8                 | 6                 | 42                | N/A         |                  | Girls                            |
| "Beautiful Christmas" (với Red Velvet)                                                                 | 2022   | 113               | —                 | —                 | —                 | —                 | —                 | —                 | —                 | —                 | N/A         |                  | 2022 Winter SMTOWN: SMCU Palace  |
| "Welcome to MY World" (Feat. Naevis)                                                                   | 2023   | 64                | —                 | —                 | —                 | —                 | —                 | 63                | —                 | —                 | N/A         |                  | MY WORLD                         |
| "Spicy"                                                                                                | 2023   | 2                 | 2                 | 64                | —                 | 34                | 22                | 27                | —                 | 70                | N/A         |                  | MY WORLD                         |
| "—" biểu thị cho bản phát hành không ra mắt trên bảng xếp hạng hoặc không được phát hành ở khu vực đó. |        |                   |                   |                   |                   |                   |                   |                   |                   |                   |             |                  |                                  |

### Bài hát lọt vào bảng xếp hạng khác
| Năm | Tiêu đề                        | Thứ hạng cao nhất | Thứ hạng cao nhất | Thứ hạng cao nhất | Album                               |
| Năm | Tiêu đề                        | KOR               | KOR Songs         | VIE               | Album                               |
| 2021                                                                                                   | "Next Level" (Habstrakt Remix) | —                 | —                 | —                 | iScreaM Vol. 10: Next Level Remixes |
| 2021                                                                                                   | "aenergy"                      | 117               | 82                | —                 | Savage                              |
| 2021                                                                                                   | "I'll Make You Cry"            | 154               | —                 | —                 | Savage                              |
| 2021                                                                                                   | "YEPPI YEPPI"                  | 115               | —                 | —                 | Savage                              |
| 2021                                                                                                   | "ICONIC"                       | 152               | —                 | —                 | Savage                              |
| 2021                                                                                                   | "Lucid Dream" (자각몽)         | 141               | —                 | —                 | Savage                              |
| 2022                                                                                                   | "Lingo"                        | —                 | —                 | —                 | Girls                               |
| 2022                                                                                                   | "Life's Too Short"             | 190               | —                 | —                 | Girls                               |
| 2022                                                                                                   | "ICU" (쉬어가도 돼)            | —                 | —                 | —                 | Girls                               |
| 2022                                                                                                   | "Girls" (Brllnt Remix)         | —                 | —                 | —                 | iScreaM Vol. 18: Girls Remixes      |
| 2023                                                                                                   | "Salty & Sweet"                | 59                | —                 | —                 | MY WORLD                            |
| 2023                                                                                                   | "Thirsty"                      | 30                | —                 | 75                | MY WORLD                            |
| 2023                                                                                                   | "I'm Unhappy"                  | 108               | —                 | —                 | MY WORLD                            |
| 2023                                                                                                   | "'Til We Meet Again"           | 156               | —                 | —                 | MY WORLD                            |
| "—" biểu thị cho bản phát hành không ra mắt trên bảng xếp hạng hoặc không được phát hành ở khu vực đó. |                                |                   |                   |                   |                                     |

### Nhạc phim
| Tiêu đề                                                                                                | Năm  | Thứ hạng cao nhất | Thứ hạng cao nhất | Thứ hạng cao nhất | Thứ hạng cao nhất | Album         |
| Tiêu đề                                                                                                | Năm  | KOR               | NZ Hot            | SGP               | VIE               | Album         |
| "Once Again"                                                                                           | 2022 | 119               | —                 | —                 | —                 | Our Blues OST |
| "Hold On Tight"                                                                                        | 2023 | —                 | 32                | —                 | 30                | Tetris OST    |
| "—" biểu thị cho bản phát hành không ra mắt trên bảng xếp hạng hoặc không được phát hành ở khu vực đó. |      |                   |                   |                   |                   |               |

## Danh sách video

### Video âm nhạc
| Năm  | Tựa đề                              | Đạo diễn                                    | Thời lượng |
| ---- | ----------------------------------- | ------------------------------------------- | ---------- |
| 2020 | "Black Mamba"                       | OUI                                         | 3:49       |
| 2021 | "Forever"                           | SUNNYVISUAL                                 | 5:06       |
| 2021 | "Next Level"                        | Paranoid Paradigm (VM Project Architecture) | 3:55       |
| 2021 | "Next Level (Habstrakt Remix)"      | Paranoid Paradigm (VM Project Architecture) | 3:28       |
| 2021 | "Savage"                            | 725 (SL8 Visual Lab)                        | 4:18       |
| 2021 | "Dreams Come True"                  | flipevil (Donghyeok Seo, Jason Kim)         | 3:41       |
| 2022 | "Life's Too Short (English Ver.)"   | Segaji Video (Kim Hyun-soo)                 | 3:08       |
| 2022 | "Girls"                             | Oui Kim                                     | 4:28       |
| 2023 | "Welcome To MY World (Feat. nævis)" | Bang Jae Yeob                               | 3:31       |
| 2023 | "Spicy"                             | 725 (SL8 Visual Lab)                        | 3:24       |
| 2023 | "Drama"                             | Charlotte Wilson (THE HUB)                  | 3:48       |
| 2024 | "Supernova"                         | Dem Jointz                                  | 3:14       |
| 2024 | "Armageddon"                        | Dem Jointz                                  | 3:33       |

### Video khác
| Năm  | Tựa đề                                                              | Đạo diễn               |
| ---- | ------------------------------------------------------------------- | ---------------------- |
| 2020 | "MY, KARINA"                                                        | hamjae [88 GH]         |
| 2020 | "SYNK, æspa"                                                        | 051/HEUNG              |
| 2020 | "SYNK, WINTER"                                                      | 051/HEUNG              |
| 2020 | "SYNK, GISELLE"                                                     | 051/HEUNG              |
| 2020 | "SYNK, NINGNING"                                                    | 051                    |
| 2020 | "SYNK, KARINA"                                                      | 051                    |
| 2020 | "'Black Mamba' The Debut Stage"                                     | Lim Sung-kwan          |
| 2021 | "'Forever' (약속) The Performance Stage (Cozy Winter Cabin Ver.)"   | Không biết             |
| 2021 | "'Forever' (약속) The Performance Stage (Glitter Snowball Ver.)"    | Không biết             |
| 2021 | "'Forever' (약속) The Performance Stage (Romantic Street Ver.)"     | Không biết             |
| 2021 | "ep1. 'Black Mamba' – SM Culture Universe"                          | Son Tae-heung, Min Heo |
| 2021 | "'Next Level' The Performance Stage #1"                             | Không biết             |
| 2021 | "'Next Level' The Performance Stage #2"                             | Không biết             |
| 2021 | "'Next Level' The Performance Stage #3"                             | Không biết             |
| 2021 | "'Savage' The Performance Stage #1"                                 | Không biết             |
| 2021 | "'Savage' The Performance Stage #2"                                 | Không biết             |
| 2022 | "ep2. 'Next Level' – SM Culture Universe"                           | Son Tae-heung          |
| 2022 | "'Girls' The Performance Stage #1"                                  | Không biết             |
| 2022 | "'Girls' The Performance Stage #2"                                  | Không biết             |
| 2023 | "ep.3 'Girls (Don't you know I'm a Savage?)' - SM Culture Universe" | Son Tae-heung          |
| 2023 | "'I'm Unhappy' Track Video"                                         | Byul Yun               |
| 2023 | "'Salty & Sweet' Track Video"                                       | LAFIC                  |
| 2023 | "'Thirsty' Track Video"                                             | Jinooya Makes          |

## Lưu diễn

### Chuyến lưu diễn
- Synk: Hyper Line (2023)
- Synk: Parallel Line (2024 - 2025)

### Showcase
| Ngày                | Thành phố | Quốc gia | Địa điểm        | Khán giả |
| ------------------- | --------- | -------- | --------------- | -------- |
| 26 tháng 6 năm 2022 | Inglewood | Hoa Kỳ   | Nhà hát YouTube | 10.000   |
| 27 tháng 6 năm 2022 | Inglewood | Hoa Kỳ   | Nhà hát YouTube | 10.000   |
| 6 tháng 8 năm 2022  | Yokohama  | Nhật Bản | Pia Arena MM    | 40.000   |
| 7 tháng 8 năm 2022  | Yokohama  | Nhật Bản | Pia Arena MM    | 40.000   |

### Buổi biểu diễn chung
- SM Town Live "Culture Humanity" (2021)[131]
- SM Town Live 2022: SMCU Express at Kwangya (2022)[132]
- SM Town Live 2022: SMCU Express (2022)[133]
- SM Town Live 2023: SMCU Palace at Kwangya (2023)[134]

## Giải thưởng và đề cử

### Danh sách giải thưởng và đề cử của aespa
| Năm  | Giải thưởng                          | Hạng mục                                             | Đề cử              | Kết quả   |
| ---- | ------------------------------------ | ---------------------------------------------------- | ------------------ | --------- |
| 2020 | Asian Pop Music Awards               | Best New Artist (Overseas)                           | aespa              | Đoạt giải |
| 2020 | Mubeat Awards                        | Rookie Artist – Female                               | aespa              | Đoạt giải |
| 2021 | Gaon Chart Music Awards              | MuBeat Global Choice Award (Female)                  | aespa              | Đề cử     |
| 2021 | Gaon Chart Music Awards              | New Artist of the Year – Digital                     | "Black Mamba"      | Đoạt giải |
| 2021 | Seoul Music Awards                   | Rookie of the Year                                   | aespa              | Đoạt giải |
| 2021 | Seoul Music Awards                   | K-wave Popularity Award                              | aespa              | Đề cử     |
| 2021 | Seoul Music Awards                   | Popularity Award                                     | aespa              | Đề cử     |
| 2021 | The Fact Music Awards                | U+ Idol Live Popularity Award                        | aespa              | Đề cử     |
| 2021 | Brand of the Year Awards             | Female Rookie Idol Award                             | aespa              | Đoạt giải |
| 2021 | Brand Customer Loyalty Awards        | Best Female Rookie Award                             | aespa              | Đề cử     |
| 2021 | HallyuLife Awards                    | Rookie of the Year                                   | aespa              | Đoạt giải |
| 2021 | HallyuLife Awards                    | HallyuLife Global Fans' Choice Award                 | aespa              | Đoạt giải |
| 2021 | JOOX Thailand Music Awards           | Top Social Artist of the Year                        | aespa              | Đề cử     |
| 2021 | Mnet Asian Music Awards              | Song of the Year                                     | "Next Level"       | Đề cử     |
| 2021 | Mnet Asian Music Awards              | Best Dance Performance – Female Group                | "Next Level"       | Đoạt giải |
| 2021 | Mnet Asian Music Awards              | TikTok Album of the Year                             | Savage             | Đề cử     |
| 2021 | Mnet Asian Music Awards              | TikTok Artist of the Year                            | aespa              | Đề cử     |
| 2021 | Mnet Asian Music Awards              | Best New Female Artist                               | aespa              | Đoạt giải |
| 2021 | Mnet Asian Music Awards              | TikTok Favorite Moment                               | aespa              | Đề cử     |
| 2021 | Mnet Asian Music Awards              | Worldwide Fans' Choice Top 10                        | aespa              | Đề cử     |
| 2021 | MTV Europe Music Awards              | Best Korean Act                                      | aespa              | Đoạt giải |
| 2021 | MelOn Music Awards                   | Song of the Year (Daesang)                           | "Next Level"       | Đề cử     |
| 2021 | MelOn Music Awards                   | Record of the Year (Daesang)                         | aespa              | Đoạt giải |
| 2021 | MelOn Music Awards                   | Best Group – Female                                  | aespa              | Đoạt giải |
| 2021 | MelOn Music Awards                   | Top 10 Artist                                        | aespa              | Đoạt giải |
| 2021 | MelOn Music Awards                   | New Artist of the Year – Female                      | aespa              | Đoạt giải |
| 2021 | MelOn Music Awards                   | Artist of the Year                                   | aespa              | Đề cử     |
| 2021 | MelOn Music Awards                   | Netizen's Choice                                     | aespa              | Đề cử     |
| 2021 | Dong-A.com's Pick                    | How Far is the Next Level Award                      | aespa              | Đoạt giải |
| 2021 | Tokopedia WIB Indonesia K-Pop Awards | The Most Next Level Award                            | aespa              | Đoạt giải |
| 2021 | Asia Artist Awards                   | Stage of the Year (Daesang)                          | "Next Level"       | Đoạt giải |
| 2021 | Asia Artist Awards                   | Rookie of the Year – Music                           | aespa              | Đoạt giải |
| 2021 | Asia Artist Awards                   | Hot Trend                                            | aespa              | Đoạt giải |
| 2021 | Asia Artist Awards                   | RET Popularity Award – Idol Group (Female)           | aespa              | Đề cử     |
| 2021 | Asia Artist Awards                   | U+Idol Live Popularity Award – Idol Group (Female)   | aespa              | Đề cử     |
| 2021 | Asian Pop Music Awards               | Best Album of the Year (Overseas)                    | Savage             | Đề cử     |
| 2021 | Asian Pop Music Awards               | Record of the Year (Overseas)                        | "Savage"           | Đề cử     |
| 2021 | Asian Pop Music Awards               | Song of the Year (Overseas)                          | "Savage"           | Đề cử     |
| 2021 | Asian Pop Music Awards               | Best Dance Performance (Overseas)                    | "Savage"           | Đề cử     |
| 2021 | Asian Pop Music Awards               | Top 20 Albums of the Year (Overseas)                 | Savage             | Đoạt giải |
| 2021 | Asian Pop Music Awards               | Top 20 Songs of the Year (Overseas)                  | "Savage"           | Đoạt giải |
| 2021 | Asian Pop Music Awards               | Best Group (Overseas)                                | aespa              | Đề cử     |
| 2021 | Asian Pop Music Awards               | People's Choice Award (Overseas)                     | aespa              | Đoạt giải |
| 2021 | Visionary Awards                     | 2021 Visionary                                       | aespa              | Đoạt giải |
| 2021 | BreakTudo Awards                     | K-pop Female Group                                   | aespa              | Đề cử     |
| 2021 | Hanteo Music Awards                  | Artist Award – Female Group (Top 3)                  | aespa              | Đoạt giải |
| 2021 | Hanteo Music Awards                  | WhosFandom Award                                     | aespa              | Đề cử     |
| 2021 | Annual r/Kpop Awards                 | Rookie of the year                                   | aespa              | Đoạt giải |
| 2022 | Korea First Brand Awards             | Female Idol (Rising Star) Award                      | aespa              | Đoạt giải |
| 2022 | Seoul Music Awards                   | K-wave Popularity Award                              | aespa              | Đề cử     |
| 2022 | Seoul Music Awards                   | Main Award (Bonsang)                                 | aespa              | Đoạt giải |
| 2022 | Seoul Music Awards                   | Popularity Award                                     | aespa              | Đề cử     |
| 2022 | Golden Disc Awards                   | Digital Song Bonsang                                 | "Next Level"       | Đoạt giải |
| 2022 | Golden Disc Awards                   | Digital Daesang                                      | "Next Level"       | Đề cử     |
| 2022 | Golden Disc Awards                   | Album Bonsang                                        | Savage             | Đề cử     |
| 2022 | Golden Disc Awards                   | Seezn Most Popular Artist Award                      | aespa              | Đề cử     |
| 2022 | Golden Disc Awards                   | Rookie of the Year                                   | aespa              | Đoạt giải |
| 2022 | Golden Disc Awards                   | Artist of the Year                                   | aespa              | Đoạt giải |
| 2022 | Golden Disc Awards                   | Cosmopolitan Artist Award                            | aespa              | Đoạt giải |
| 2022 | Gaon Chart Music Awards              | World Rookie of the Year                             | aespa              | Đoạt giải |
| 2022 | Gaon Chart Music Awards              | MuBeat Global Choice Award (Female)                  | aespa              | Đề cử     |
| 2022 | Gaon Chart Music Awards              | Artist of the Year (Digital Music) – May             | "Next Level"       | Đề cử     |
| 2022 | Gaon Chart Music Awards              | Artist of the Year (Digital Music) – October         | "Savage"           | Đề cử     |
| 2022 | KKBOX Music Awards                   | New Artist of the Year                               | aespa              | Đoạt giải |
| 2022 | Korean Music Awards                  | Song of the Year (Daesang)                           | "Next Level"       | Đoạt giải |
| 2022 | Korean Music Awards                  | Rookie of the Year                                   | aespa              | Đoạt giải |
| 2022 | Korean Music Awards                  | Best Kpop Song                                       | "Next Level"       | Đoạt giải |
| 2022 | Korean Music Awards                  | Best Kpop Album                                      | Savage             | Đề cử     |
| 2022 | 34th Korea PD Awards                 | Best Performer                                       | aespa              | Đoạt giải |
| 2022 | IF DESIGN AWARD 2022                 | Main Prize                                           | Savage             | Đoạt giải |
| 2023 | Seoul Music Awards                   | Main Award                                           | aespa              | Đoạt giải |
| 2023 | Circle Chart Music Awards            | Artist of the Year (Global Digital Music) — July     | "Girls"            | Đoạt giải |
| 2023 | Circle Chart Music Awards            | Artist of the Year (Global Digital Music) — December | "Dreams Come True" | Đề cử     |
| 2023 | Circle Chart Music Awards            | Artist of the Year (Physical Album) — 3rd Quarter    | Girls              | Đề cử     |
| 2023 | Circle Chart Music Awards            | idolplus Global Artist Award                         | aespa              | Đề cử     |
| 2023 | Circle Chart Music Awards            | Mubeat Global Choice Award (Female)                  | aespa              | Đề cử     |
| 2023 | Asia Artist Awards                   | Popularity Award – Singer (Female)                   | aespa              | Đề cử     |
| 2023 | Asian Pop Music Awards               | Best Group (Overseas)                                | aespa              |           |
| 2023 | Asian Pop Music Awards               | Best Album of the Year (Overseas)                    | My World           |           |
| 2023 | Asian Pop Music Awards               | Song of the Year (Overseas)                          | "Better Things"    |           |
| 2023 | Circle Chart Music Awards            | Artist of the Year (Global Digital Music) — July     | "Girls"            | Đoạt giải |
| 2023 | Circle Chart Music Awards            | Artist of the Year (Global Digital Music) — December | "Dreams Come True" | Đề cử     |
| 2023 | Circle Chart Music Awards            | Artist of the Year (Physical Album) — 3rd Quarter    | Girls              | Đề cử     |
| 2023 | Circle Chart Music Awards            | Idolplus Global Artist Award                         | aespa              | Đề cử     |
| 2023 | Circle Chart Music Awards            | Mubeat Global Choice Award (Female)                  | aespa              | Đề cử     |
| 2023 | Hanteo Music Awards                  | Artist of the Year (Bonsang)                         | aespa              | Đoạt giải |
| 2023 | Hanteo Music Awards                  | Best Trend Leader                                    | aespa              | Đoạt giải |
| 2023 | Hanteo Music Awards                  | Global Generation Icon                               | aespa              | Đoạt giải |
| 2023 | Hanteo Music Awards                  | WhosFandom Award                                     | aespa              | Đề cử     |
| 2023 | K Global Heart Dream Awards          | K Global Best Music Award                            | aespa              | Đoạt giải |

## Chương trình âm nhạc

### The Show
| Năm  | Ngày        | Bài hát  | Điểm |
| ---- | ----------- | -------- | ---- |
| 2021 | 26 tháng 10 | "Savage" | 7048 |

### Show Champion
| Năm  | Ngày        | Bài hát      | Điểm |
| ---- | ----------- | ------------ | ---- |
| 2021 | 13 tháng 10 | "Savage"     | 6370 |
| 2022 | 20 tháng 7  | "Girls"      | 6777 |
| 2024 | 5 tháng 6   | "Armageddon" | 4611 |
| 2024 | 30 tháng 10 | "Whiplash"   | 6243 |

### M Countdown
| Năm  | Ngày       | Bài hát      | Điểm |
| ---- | ---------- | ------------ | ---- |
| 2022 | 21 tháng 7 | "Girls"      | 7741 |
| 2023 | 18 tháng 5 | "Spicy"      | 8207 |
| 2024 | 23 tháng 5 | "Supernova"  | 7214 |
| 2024 | 30 tháng 5 | "Supernova"  | 7960 |
| 2024 | 6 tháng 6  | "Armageddon" | 8634 |
| 2024 | 13 tháng 6 | "Armageddon" | 7512 |
| 2024 | 20 tháng 6 | "Armageddon" | 6291 |
| 2025 | 10 tháng 7 | "Dirty Work" | 8199 |

### Music Bank
| Năm  | Ngày        | Bài hát     | Điểm  |
| ---- | ----------- | ----------- | ----- |
| 2021 | 15 tháng 10 | "Savage"    | 7958  |
| 2023 | 19 tháng 5  | "Spicy"     | 11842 |
| 2024 | 14 tháng 6  | "Supernova" | 7493  |
| 2024 | 1 tháng 11  | "Whiplash"  | 11082 |

### Show! Music Core
| Năm  | Ngày        | Bài hát      | Điểm |
| ---- | ----------- | ------------ | ---- |
| 2021 | 16 tháng 10 | "Savage"     | 9099 |
| 2021 | 23 tháng 10 | "Savage"     | 7271 |
| 2023 | 20 tháng 5  | "Spicy"      | 7511 |
| 2024 | 25 tháng 5  | "Supernova"  | 7167 |
| 2024 | 1 tháng 6   | "Supernova"  | 8200 |
| 2024 | 30 tháng 11 | "Whiplash"   | 6955 |
| 2025 | 12 tháng 7  | "Dirty Work" | 7474 |

### Inkigayo
| Năm  | Ngày        | Bài hát       | Điểm  |
| ---- | ----------- | ------------- | ----- |
| 2021 | 17 tháng 1  | "Black Mamba" | 4097  |
| 2021 | 17 tháng 10 | "Savage"      | 10699 |
| 2021 | 24 tháng 10 | "Savage"      | 9388  |
| 2021 | 5 tháng 12  | "Savage"      | 6330  |
| 2023 | 21 tháng 5  | "Spicy"       | 7742  |
| 2023 | 26 tháng 12 | "Drama"       | 6719  |
| 2024 | 7 tháng 1   | "Drama"       | 7605  |
| 2024 | 14 tháng 1  | "Drama"       | 7330  |
| 2024 | 26 tháng 5  | "Supernova"   | 6807  |
| 2024 | 16 tháng 6  | "Supernova"   | 8411  |
| 2024 | 23 tháng 6  | "Supernova"   | 7007  |
| 2024 | 17 tháng 11 | "Whiplash"    | 5705  |
| 2024 | 24 tháng 11 | "Whiplash"    | 5690  |
| 2024 | 1 tháng 12  | "Whiplash"    | 5872  |
| 2025 | 6 tháng 7   | "Dirty Work"  | 5692  |
| 2025 | 13 tháng 7  | "Dirty Work"  | 6709  |